# 残虐你，娱乐我
《残虐你，娱乐我》（英語：Amusement）是2009年由约翰·辛普森指导的一部美國恐怖片，吉尔·奥唐奈、凯瑟琳·温妮克、劳拉·布雷肯里奇等担任主演。本片在2009年1月以电影录像的形式首映，也是Picturehouse公司出品的最后一部电影。

## 情节
茜比、泰碧莎和莉萨是三个从小在一起玩的伙伴，开头显示了三个女孩的儿童、青少年和成人的静态图片。童年时的另一个玩伴有严重的心理疾病，长大后他向三个女孩发起一场恐怖的行动。